# (r)Evolution
(r)Evolution je deváté studiové album švédské heavy metalové kapely HammerFall. Album vyšlo u vydavatelství Nuclear Blast 27. srpna 2014 ve Švédsku a v Japonsku, 29. srpna v Evropě, 1. září ve Spojeném království, 2. září v Severní Americe a 16. září v Austrálii.
Album bylo nahráváno v Red Level 3 Studios v Nashville (USA), Fredman Studio a Castle Black Studios (Švédsko). Producenty alba byli James Michael, Fredrik Nordström, který produkoval první dvě alba, Glory to the Brave a Legacy of Kings a také kytaristé Oscar Dronjak a Pontus Norgren. Obal alba vytvořil Andreas Marschall, který již dříve vytvořil obaly prvních tří studiových alb.
Jedná se o poslední album s bubeníkem Andersem Johanssonem, který krátce po vydání alba kapelu opustil.
Před vydáním samotného alba vyšel singl Bushido. Ke skladbě Hector's Hymn byl natočen videoklip.

## Skladby
1. „Hector's Hymn“ (Dronjak, Cans) – 5:54
2. „(r)Evolution“ (Dronjak, Cans) – 4:25
3. „Bushido“ (Dronjak, Cans, Norgren) – 4:39
4. „Live Life Loud“ (Dronjak, Cans) – 3:32
5. „Ex Inferis“ (Dronjak, Cans) – 4:40
6. „We Won't Back Down“ (Dronjak, Cans) – 4:19
7. „Winter is Coming“ (Dronjak) – 3:49
8. „Origins“ (Dronjak, Cans) – 4:58
9. „Tainted Metal“ (Cans, Norgren) – 4:37
10. „Evil Incarnate“ (Dronjak, Cans) – 4:35
11. „Wildfire“ (Dronjak, Cans, Norgren) – 4:05
12. „Demonized“ (Limitovaná Edice - bonusová skladba) – 3:36

## Sestava
- Joacim Cans – zpěv
- Oscar Dronjak – kytara
- Pontus Norgren – kytara
- Fredrik Larsson – baskytara
- Anders Johansson – bicí